# Ратнер, Шахно Израилевич
Шахно Израилевич Ратнер — советский учёный-медик (терапевт и нефролог), хозяйственный, государственный и политический деятель, доктор медицинских наук, профессор.

## Биография
Родился в 1899 году в многодетной еврейской семье; брат хирурга Юрия Александровича Ратнера. Член КПСС.
С 1919 года — на хозяйственной, общественной и политической работе. В 1919—1967 гг. — ординатор медицинского факультета Казанского университета, врач-терапевт в Казани, организатор и заведующий кафедры факультетской терапии Дальневосточного государственного медицинского университета в Хабаровске, руководитель Хабаровского краевого научного общества терапевтов, консультант 33-го военно-морского госпиталя.
Избирался депутатом Верховного Совета РСФСР 2-го созыва.
Умер в Хабаровске в 1967 году.